# Foreign Account Tax Compliance Act
Le Foreign Account Tax Compliance Act (abrégé FATCA) est un règlement du code fiscal des États-Unis qui oblige les banques des pays ayant accepté un accord avec le gouvernement des États-Unis à signer avec le département du Trésor des États-Unis un accord dans lequel elles s'engagent à lui communiquer tous les comptes détenus par des citoyens américains. La particularité du système fiscal américain est que cette notion couvre, outre les résidents aux États-Unis, les citoyens de cet État résidant à l'étranger, les titulaires d'une carte de résident permanent aux États-Unis, leurs conjoints et enfants, ainsi que toute personne, indépendamment de sa résidence ou nationalité, qui a des biens substantiels aux États-Unis. Dans les pays où il existe une convention de double imposition avec les États-Unis, les personnes concernées sont susceptibles de payer un impôt plus élevé que dans leur pays de résidence, si le taux d'imposition américain est plus élevé.
Il a été adopté dans le cadre de la loi du Congrès Hiring Incentives to Restore Employment Act signée par le président Barack Obama le 18 mars 2010.
La date d'entrée en vigueur initialement prévue pour le 1er janvier 2013 a été repoussée une première fois au 1er janvier 2014.
Le système prévoit des pénalités pour les institutions financières ou les individus qui ne s'y conformeraient pas (« récalcitrants »), qui peuvent aller jusqu'à la clôture forcée du compte d'un particulier ou un prélèvement d'un impôt sur 30 % de la valeur d'un investissement aux États-Unis.
Le 5 février 2012, cinq pays (France, Allemagne, Italie, Espagne et Royaume-Uni) ont signé un protocole avec les États-Unis où ils s'engagent à faire appliquer ce dispositif à leurs propres banques.

## Extraterritorialité
Sur le plan international, FATCA consacre l'extraterritorialité du droit fiscal américain (au sens qu'il a dans ce pays, qui pratique l'imposition basée sur la citoyenneté et non l'imposition basée sur la résidence), c'est-à-dire sa primauté de facto sur le droit des autres pays du monde, y compris dans l'Union européenne. Les intermédiaires financiers (notamment banques) dans le monde traiteront directement avec l'Internal Revenue Service (IRS) sur les sujets de sa pertinence et seront traitées exclusivement selon le droit fiscal ou pénal américain.

## Accords intergouvernementaux

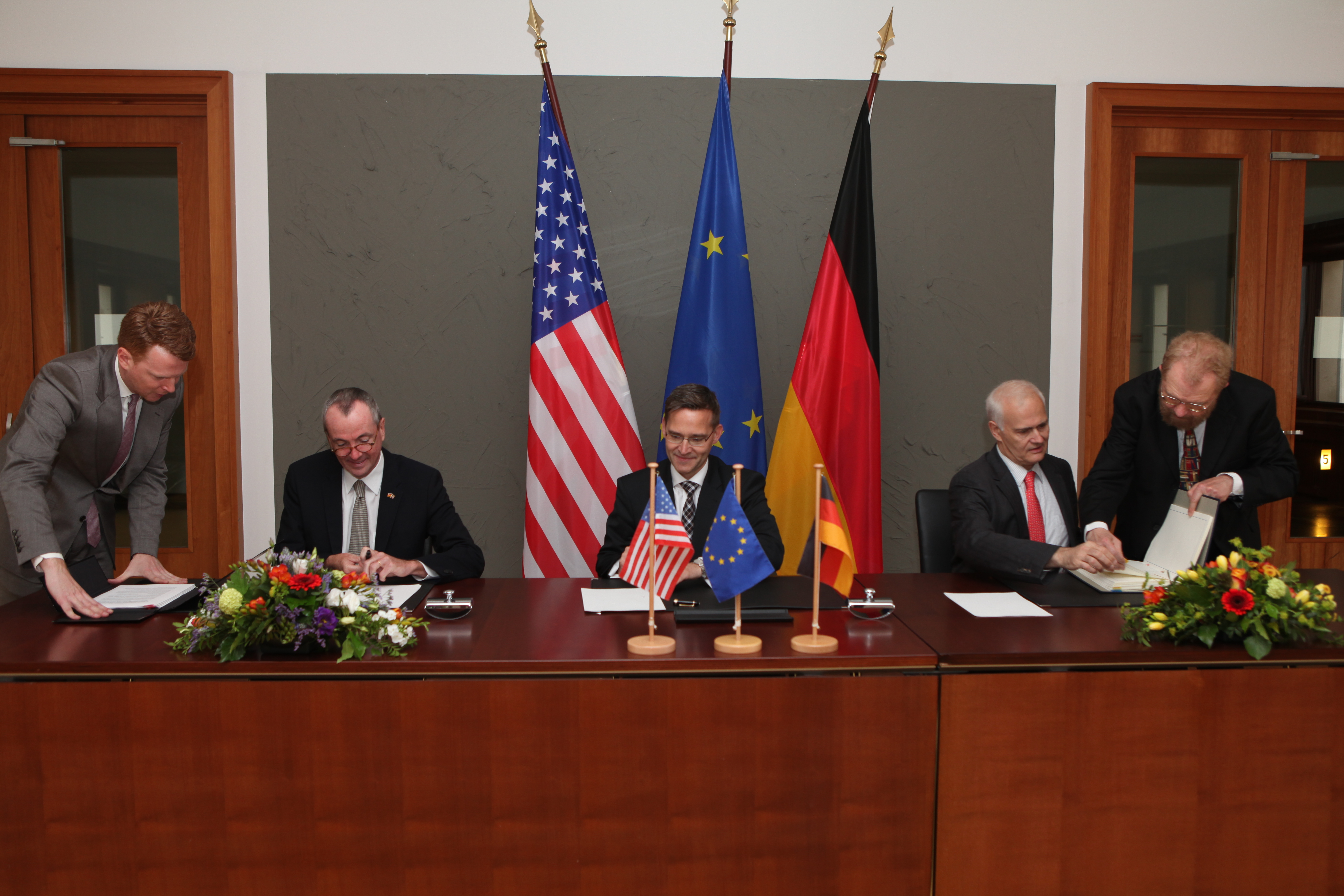
Signature de l'accord intergouvernemental par les États-Unis et la République fédérale d'Allemagne (31 mai 2013)

Certains pays ont choisi de signer un accord intergouvernemental avec le Trésor américain, afin que les banques puissent bénéficier partiellement ou totalement du droit de leur propre pays dans ce domaine. À l'occasion de la publication de l'accord modèle (25 juillet 2012), les mêmes pays qui avaient signé la déclaration de février 2012 (France, Allemagne, Italie, Espagne et Royaume-Uni) ont publié une seconde déclaration.
Deux modèles d'accords intergouvernementaux (IGA) sont en place :
- Modèle 1 : Les banques traitent avec les autorités fiscales de leur État, qui traitera quant à lui avec l'IRS. Il n'y a pas de retenue à la source.
- Modèle 2 : Les banques traitent directement avec l'IRS.

Les accords intergouvernementaux permettent de résoudre les conflits entre le droit national et le droit américain. En contrepartie, les États signataires doivent mettre leur législation en conformité avec FATCA.
Les termes généraux des deux modèles des accords intergouvernementaux ne sont pas modifiables. En revanche, l'annexe II de chaque accord signé permet de décrire des spécificités du pays concerné (par exemple : types de comptes ou de sociétés exclus du périmètre).

## Situation dans les différents pays
En 2014, 77 000 banques étrangères ont des accords avec l'IRS.
À juillet 2020, 113 pays ont signé un IGA avec les États-Unis (99 pays un IGA modèle 1, et 14 pays un IGA modèle 2).

### France
La France a signé l'accord du G5 du 5 février 2012. Le transfert des informations de la France vers les États-Unis concernerait notamment
- Les quelque 100 000 Américains résidant dans l'Hexagone (vivant et payant déjà leurs impôts en France).
- Tous les Français ayant aussi la nationalité américaine.
- Les Français vivant aux États-Unis (environ 200 000 personnes)[7] leurs conjoints et les membres de leur famille qui auraient des comptes en France.
- Les titulaires d'une carte de résident permanent aux États-Unis.

L'accord intergouvernemental modèle 1 devait être signé le 10 octobre 2013 à Washington par le ministre français des finances Pierre Moscovici, mais cela n'a pas été possible à cause de l'arrêt des activités gouvernementales fédérales de 2013 aux États-Unis. C'est finalement le 14 novembre 2013 qu'a eu lieu la signature, par le ministre de l'Économie Pierre Moscovici et l'ambassadeur américain Charles Rivkin.
Un sondage effectué en octobre 2013 indique que 55 % des personnes qui travaillent dans le monde de la finance considèrent leur compréhension de la loi FATCA nulle ou pauvre[réf. nécessaire].
La loi transposant la réglementation FATCA en droit français a été promulguée le 29 septembre 2014, à la suite de son adoption par l'Assemblée nationale et par le Sénat.
La loi FATCA est vivement critiquée car elle porte atteinte à la souveraineté de la France et de l’Europe.

### Suisse
La Suisse a signé une déclaration commune le 21 juin 2012. Le 14 février 2013, l'exécutif suisse a signé un modèle d'accord intergouvernemental 2, avec une option pour la réciprocité.
Le Conseil des États a accepté l'accord, ainsi que la loi d'application suisse (Loi FATCA) en date du 20 juin 2013. Le Conseil national a quant à lui accepté la loi 9 septembre 2013. La loi a été adoptée le 27 septembre en vote final, avec entrée en vigueur au 30 juin 2014.
Une initiative populaire (STOP-FATCA) a été déposée avec délai jusqu'au 16 janvier 2014. Elle n'a réuni que 32 264 signatures sur les 50 000 requises. L'accord FATCA n'a donc pas été soumis au peuple en votation populaire.

### Belgique
Le 23 avril 2014, le ministre des Finances Koen Geens a signé avec Mark Storella, chargé d’Affaires de l’ambassade américaine à Bruxelles un Memorandum of Understanding, engagement de la Belgique à mettre en place FATCA. Ceci s'est concrétisé par la signature d'un Accord Intergouvernemental Modèle 1, qui est entré en vigueur le 23 décembre 2016.

### Pays refusant officiellement une coopération
- Russie

## Controverses
- En 2011, l'American Citizens Abroad (en) (ACA), une association d'expatriés américains basée à Genève (qui représente les intérêts des Américains résidant en dehors des États-Unis), a lancé une campagne pour abroger FATCA. L'ACA soutient que « la législation FATCA détruit les vies d'Américains moyens honnêtes et travaillant dur. Il est discriminatoire de devoir rapporter des comptes à l'étranger, plans de retraites, rentes viagères et propriétés immobilières uniquement parce que vous détenez ces avoirs à l'étranger. Les pénalités pour des manquements involontaires à faire des rapports ou des erreurs honnêtes d'omission peuvent rapidement monter à 50 000 dollars. »[19].
- Le 1er juillet 2013, Bill Posey, un des représentants de la Floride, membre du Parti républicain, de la Chambre des représentants des États-Unis a déclaré que les promesses de réciprocité faites par le département du Trésor aux pays étrangers n'engagent pas le Congrès américain. Il remet d'autre part en question le droit du département du Trésor américain de conclure des traités sans autorisation du Congrès[20]. Huit ans plus tard, en 2021, les États-Unis n'avaient toujours pas mis en place la réciprocité promise[21].